# Liste der Bodendenkmäler in Winterhausen
Auf dieser Seite sind die Bodendenkmäler in dem unterfränkischen Markt Winterhausen zusammengestellt. Diese Tabelle ist eine Teilliste der Liste der Bodendenkmäler in Bayern. Grundlage ist die Bayerische Denkmalliste, die auf Basis des Bayerischen Denkmalschutzgesetzes vom 1. Oktober 1973 erstmals erstellt wurde und seither durch das Bayerische Landesamt für Denkmalpflege geführt wird. Die folgenden Angaben ersetzen nicht die rechtsverbindliche Auskunft der Denkmalschutzbehörde.

## Bodendenkmäler in Winterhausen

### Bodendenkmäler in der Gemarkung Fuchsstadt
| Lage                  | Objekt                                                                                               | Akten-Nr.     | Bild |
| --------------------- | --- | ------------- | ---- |
| Fuchsstadt (Standort) | Siedlung der Linearbandkeramik, des Jung- und Endneolithikums und der Späthallstatt-/Frühlatènezeit. | D-6-6225-0007 |      |

### Bodendenkmäler in der Gemarkung Winterhausen
| Lage                    | Objekt | Akten-Nr.     | Bild |
| ----------------------- | --- | ------------- | ---- |
| Winterhausen (Standort) | Siedlung der Linearbandkeramik. | D-6-6225-0272 |      |
| Winterhausen (Standort) | Siedlung der Hallstattzeit. | D-6-6225-0336 |      |
| Winterhausen (Standort) | Siedlung der Linearbandkeramik. | D-6-6226-0072 |      |
| Winterhausen (Standort) | Archäologische Befund im Bereich der evangelisch-lutherischen Kirche St. Nikolaus des 15. Jahrhunderts von Winterhausen mit Vorgängerbauten des späten Mittelalters sowie befestigtem Kirchhof der frühen Neuzeit. | D-6-6226-0192 |      |
| Winterhausen (Standort) | Archäologische Befunde im Bereich des außerhalb der Marktbefestigung gelegenen mittelalterlichen Kernortes von Winterhausen sowie im Bereich des befestigten mittelalterlichen und frühneuzeitlichen Marktortes.   | D-6-6226-0274 |      |
| Winterhausen (Standort) | Archäologische Befunde im Bereich der spätmittelalterlichen Marktbefestigung in Winterhausen. | D-6-6226-0275 |      |
| Winterhausen (Standort) | Archäologische Befunde im Bereich der mittelalterlichen profanierten ehemaligen Pfarrkirche St. Mauritius von Winterhausen.                                                                                        | D-6-6226-0276 |      |
| Winterhausen (Standort) | Bestattungen vor- und frühgeschichtlicher Zeitstellung. | D-6-6325-0169 |      |
| Winterhausen (Standort) | Siedlung der Hallstattzeit und der jüngeren Latènezeit. | D-6-6325-0192 |      |
| Winterhausen (Standort) | Freilandstation des Paläolithikums, Siedlung des Jung- bis Endneolithikums und der jüngeren Latènezeit. | D-6-6326-0278 |      |
| Winterhausen (Standort) | Siedlung vorgeschichtlicher Zeitstellung. | D-6-6326-0397 |      |